# Coffea grevei
Coffea grevei är en måreväxtart som beskrevs av Emmanuel Drake del Castillo och Auguste Jean Baptiste Chevalier. Coffea grevei ingår i släktet Coffea och familjen måreväxter.

## Underarter
Arten delas in i följande underarter:
- C. g. grevei
- C. g. mahajangensis